# Yamabushi

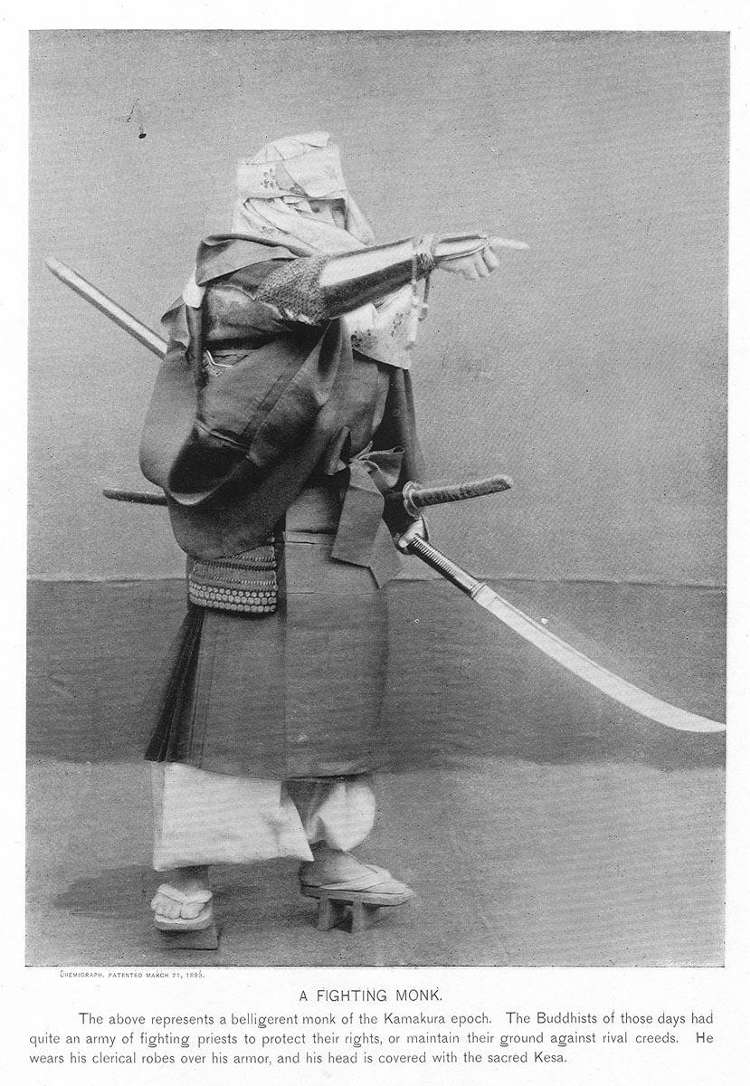
Ett 1800-talsfoto av en Yamabushi.

Yamabushi (山伏) kallades de asketiska krigare (samurajer) bosatta i bergsområden i historiska Japan. De var följare av shugendo, en lära som antog att man kunde nå övernaturliga krafter genom asketisk levnad.